# 萬屋
萬屋（よろずや）は、歌舞伎役者の屋号。
三代目中村歌六の妻・小川かめの実家が市村座の芝居茶屋をしていた小川吉右衛門の「萬屋」だったことに由来する。
1971年（昭和46年）、初代中村錦之助ら小川家一門が播磨屋から独立するかたちで名乗りはじめた。
萬屋の代表的な名跡には以下のものがある。なお参考までに定紋も併せて記した。
| 屋号          | 名跡                           | 定紋            | 備考                                     |
| ------------- | ------------------------------ | --------------- | ---------------------------------------- |
| よろずや 萬屋 | なかむら かろく 中村歌六       | きりちょう 桐蝶 | 五代目。 のち播磨屋に復帰。              |
| よろずや 萬屋 | なかむら かしょう 中村歌昇     | きりちょう 桐蝶 | 三代目。 のち播磨屋に復帰。              |
| よろずや 萬屋 | なかむら ときぞう 中村時蔵     | きりちょう 桐蝶 | 五代目以降。                             |
| よろずや 萬屋 | なかむら ばいし 中村梅枝       | きりちょう 桐蝶 | 三代目の途中で播磨屋から萬屋に変わった。 |
| よろずや 萬屋 | なかむら まんたろう 中村萬太郎 | きりちょう 桐蝶 |                                          |
| よろずや 萬屋 | なかむら きんのすけ 中村錦之助 | きりちょう 桐蝶 |                                          |
| よろずや 萬屋 | なかむら はやと 中村隼人       | きりちょう 桐蝶 |                                          |
| よろずや 萬屋 | なかむら しどう 中村獅童       | きりちょう 桐蝶 | 初代は播磨屋。                           |